# Lamar Alexander
Andrew Lamar Alexander, Jr. (Maryville, 3 luglio 1940) è un politico statunitense, senatore per lo stato del Tennessee dal 2003 al 2021 e in precedenza Segretario dell'Istruzione dal 1991 al 1993 sotto l'amministrazione di George H. W. Bush e governatore del Tennessee dal 1979 al 1987.

## Biografia
Nato e cresciuto nel Tennessee, Alexander studiò alla Vanderbilt e all'Università di New York. Dopo la laurea lavorò come assistente dell'allora senatore Howard Baker e durante questo periodo conobbe Honey Buhler, che sposò e dalla quale ebbe quattro figli.
Nel 1974 si candidò alla carica di governatore del Tennessee come membro del Partito Repubblicano, ma venne sconfitto dall'avversario democratico Ray Blanton. Nel 1978 Blanton annunciò la sua volontà di non cercare la rielezione e così Alexander si candidò nuovamente per il posto, che riuscì ad ottenere. Dopo il primo, Alexander venne riconfermato dagli elettori per un secondo mandato nel 1982.
Allo scadere del mandato, Alexander si trasferì con la famiglia in Australia per breve tempo e nel 1988 tornò negli Stati Uniti, dove venne nominato rettore dell'Università del Tennessee.
Nel 1991 il Presidente George H. W. Bush lo nominò Segretario dell'Istruzione, carica che mantenne fino alla scadenza dell'amministrazione.
Negli anni successivi Alexander si candidò due volte alle presidenziali, nel 1996 e nel 2000, ma ambedue le volte si ritirò durante la campagna elettorale.
Nel 2002 Alexander si candidò al Senato, per il seggio fino ad allora occupato dal compagno di partito Fred Thompson. Alexander affrontò il deputato democratico Bob Clement e lo sconfisse con un discreto margine, venendo eletto. Nel 2008 vinse poi un secondo mandato. Non ripresentatosi alle elezioni del 2020, venne succeduto dal repubblicano Bill Hagerty.